# Liste des prénoms islandais féminins
L'Islande utilise un système de noms et prénoms spécifique. En particulier, l'usage des prénoms est réglementé et un prénom qui n'est pas encore en usage en Islande est sujet à une demande d'approbation préalable par le Comité islandais des noms (Mannanafnanefnd),,,. Le critère d'acceptation est la facilité d'intégration dans la langue islandaise ; il doit contenir uniquement des lettres de l'alphabet islandais, pouvoir être grammaticalement décliné, ne pas être embarrassant pour l'enfant et indiquer clairement son sexe.
La liste suivante recense 1 722 prénoms féminins officiellement autorisés.

## Liste

### A
- Aagot
- Abela
- Ada
- Adda
- Addý
- Adela
- Aðalbjörg
- Aðalbjört
- Aðalborg
- Aðalfríður
- Aðalheiður
- Aðalsteina
- Aðalsteinunn
- Aðalveig
- Agata
- Agatha
- Agða
- Agla
- Agnea
- Agnes
- Agneta
- Alba
- Alberta
- Albína
- Alena
- Alda
- Aldís
- Aldný
- Alexa
- Alexandra
- Alexandría
- Alexía
- Alfa
- Alfífa
- Alice
- Alída
- Alís
- Alísa
- Alla
- Allý
- Alma
- Alrún
- Alva
- Alvilda
- Amadea
- Amal
- Amalía
- Amanda
- Amelía
- Amíra
- Amý
- Analía
- Anastasía
- Andra
- Andrá
- Andrea
- Anetta
- Angela
- Angelíka
- Anika
- Anita (de)
- Aníka
- Anína
- Aníta
- Anja
- Ann
- Anna
- Annabella
- Annalísa
- Anne
- Annetta
- Anney
- Annika
- Annía
- Anný
- Antonía
- Ardís
- Arey
- Arinbjörg
- Aris
- Arisa
- Aríanna
- Aríella
- Arín
- Arína
- Arís
- Armenía
- Arna
- Arnbjörg
- Arnborg
- Arndís
- Arney
- Arnfinna
- Arnfríður
- Arngerður
- Arngunnur
- Arnheiður
- Arnhildur
- Arnika
- Arnkatla
- Arnlaug
- Arnleif
- Arnlín
- Arnljót
- Arnóra
- Arnrós
- Arnrún
- Arnþóra
- Arnþrúður
- Askja
- Assa
- Astrid
- Atena
- Athena
- Atla
- Auðbjörg
- Auðbjört
- Auðdís
- Auðlín
- Auðna
- Auðný
- Auðrún
- Auður
- Aurora
- Avantí
- Axelía
- Axelma
- Aþena

### Á
- Ágústa
- Ágústína
- Álfdís
- Álfey
- Álfgerður
- Álfheiður
- Álfhildur
- Álfrún
- Álfsól
- Árbjörg
- Árbjört
- Árdís
- Árelía
- Árlaug
- Ármey
- Árna
- Árndís
- Árney
- Árnheiður
- Árnína
- Árný
- Áróra
- Ársól
- Ársæl
- Árveig
- Árþóra
- Ása
- Ásbjörg
- Ásborg
- Ásdís
- Ásfríður
- Ásgerður
- Áshildur
- Áskatla
- Ásla
- Áslaug
- Ásleif
- Ásný
- Ásrós
- Ásrún
- Ásta
- Ástbjörg
- Ástbjört
- Ástdís
- Ástfríður
- Ástgerður
- Ástheiður
- Ásthildur
- Ástríður
- Ástrós
- Ástrún
- Ástveig
- Ástþóra
- Ástþrúður
- Ásvör

### B
- Baldey
- Baldrún
- Baldvina
- Barbara
- Barbára
- Bára
- Begga
- Belinda
- Bella
- Benedikta
- Bengta
- Benía
- Benna
- Benney
- Benný
- Benta
- Bentína
- Bera
- Bergdís
- Bergey
- Bergfríður
- Bergheiður
- Berghildur
- Berglaug
- Berglind
- Berglín
- Bergljót
- Bergný
- Bergrín
- Bergrós
- Bergrún
- Bergþóra
- Berit
- Berta
- Bertha
- Bessí
- Beta
- Betanía
- Betsý
- Bettý
- Birgit
- Birgitta
- Birna
- Birta
- Birtna
- Bíbí
- Bína
- Bjargey
- Bjargheiður
- Bjarghildur
- Bjarglind
- Bjarkey
- Bjarklind
- Bjarma
- Bjarndís
- Bjarney
- Bjarnfríður
- Bjarngerður
- Bjarnheiður
- Bjarnhildur
- Bjarnlaug
- Bjarnrún
- Bjarnveig
- Bjarnþóra
- Bjarnþrúður
- Bjartey
- Bjartmey
- Björg
- Björgheiður
- Björghildur
- Björk
- Björnfríður
- Björt
- Blíða
- Blómey
- Blædís
- Boga
- Bogdís
- Bogey
- Bogga
- Boghildur
- Borg
- Borgdís
- Borghildur
- Borgný
- Borgrún
- Borgþóra
- Bóel
- Bóthildur
- Braga
- Braghildur
- Branddís
- Brá
- Brák
- Brigitta
- Brimdís
- Brimhildur
- Brimrún
- Brit
- Britt
- Britta
- Bríana
- Bríanna
- Bríet
- Bryndís
- Brynfríður
- Bryngerður
- Brynheiður
- Brynhildur
- Brynja
- Burkney
- Bylgja

### C
- Camilla
- Carmen
- Cecilia
- Cecilía
- Charlotta
- Charlotte (de)
- Christina
- Christine
- Clara

### D
- Daðey
- Dagbjörg
- Dagbjört
- Dagfríður
- Daggrós
- Dagheiður
- Dagmar
- Dagmey
- Dagný
- Dagrún
- Daldís
- Dalía
- Dalla
- Dalrós
- Dana
- Daney
- Danfríður
- Danheiður
- Danhildur
- Danía
- Daníela
- Daníella
- Dara
- Debóra
- Dendý
- Didda
- Dilja
- Diljá
- Dimmblá
- Dimmey
- Día
- Díana
- Díanna
- Díma
- Dís
- Dísa
- Dísella
- Donna
- Doris
- Dorothea
- Dómhildur
- Dóra
- Dórothea
- Dórótea
- Dóróthea
- Draumey
- Drífa
- Droplaug
- Drótt
- Dröfn
- Dúa
- Dúfa
- Dúna
- Dýrborg
- Dýrfinna
- Dýrleif
- Dýrley
- Dýrunn
- Dæja
- Dögg
- Dögun

### E
- Ebba
- Edda
- Edel
- Edil
- Edit
- Edith
- Eðna
- Efemía
- Egedía
- Eggrún
- Egla
- Eiðný
- Eiðunn
- Eik
- Eindís
- Einey
- Einfríður
- Einhildur
- Einrún
- Eir
- Eirdís
- Eirfinna
- Eiríka
- Eirný
- Eldbjörg
- Eldey
- Eleina
- Elektra
- Elena
- Elenóra
- Eleonora
- Elfa
- Elfur
- Elina
- Elinóra
- Élisabeth
- Elía
- Elíana
- Elín
- Elína
- Elíná
- Elínbet
- Elínbjörg
- Elínbjört
- Elínborg
- Elíngunnur
- Elínheiður
- Elínrós
- Elírós
- Elísa
- Elísabet
- Elísabeth
- Elka
- Ella
- Ellen
- Elley
- Ellisif
- Ellý
- Elma
- Elna
- Elsa
- Elsabet
- Elsie
- Elsý
- Elva
- Elvíra
- Elvý
- Embla
- Emelía
- Emelíana
- Emelína
- Emilía
- Emilíana
- Emilíanna
- Emilý
- Emma
- Emý
- Enea
- Eneka
- Engilbjört
- Engilráð
- Engla
- Enika
- Enja
- Enóla
- Erika
- Erla
- Erlen
- Erlín
- Erna
- Esja
- Esmeralda
- Ester
- Esther
- Estiva
- Ethel
- Etna
- Eva (en)
- Evelyn
- Evey
- Evfemía
- Evgenía
- Evíta
- Evlalía
- Eybjörg
- Eydís
- Eyfríður
- Eygerður
- Eygló
- Eyhildur
- Eyja
- Eyjalín
- Eyleif
- Eylín
- Eyrós
- Eyrún
- Eyveig
- Eyvör
- Eyþóra
- Eyþrúður

### F
- Fanndís
- Fanney
- Fannlaug
- Fanny
- Fanný
- Fema
- Filippa
- Filippía
- Finna
- Finnbjörg
- Finnbjörk
- Finnboga
- Finnborg
- Finndís
- Finney
- Finnfríður
- Finnlaug
- Fía
- Fídes
- Fífa
- Fjalldís
- Fjóla
- Flóra
- Folda
- Fransiska
- Franziska
- Frán
- Fregn
- Freydís
- Freygerður
- Freyja
- Freylaug
- Freyleif
- Friðbjörg
- Friðbjört
- Friðborg
- Friðdís
- Friðdóra
- Friðey
- Friðfinna
- Friðgerður
- Friðjóna
- Friðlaug
- Friðleif
- Friðlín
- Friðmey
- Friðný
- Friðrika
- Friðrikka
- Friðrós
- Friðrún
- Friðsemd
- Friðveig
- Friðþóra
- Frigg
- Fríða
- Fríður
- Fróðný
- Fura
- Fönn

### G
- Gabríela
- Gabríella
- Gauja
- Gauthildur
- Gefjun
- Gefn
- Geira
- Geirbjörg
- Geirdís
- Geirfinna
- Geirfríður
- Geirhildur
- Geirlaug
- Geirlöð
- Geirný
- Geirríður
- Geirrún
- Geirþrúður
- Gerða
- Gerður
- Gestheiður
- Gestný
- Gestrún
- Gillý
- Gilslaug
- Gissunn
- Gía
- Gígja
- Gísley
- Gíslína
- Gíslný
- Gíslrún
- Gíslunn
- Gjaflaug
- Gloría
- Gló
- Glóbjört
- Glódís
- Glóð
- Glóey
- Gná
- Góa
- Gógó
- Greta
- Grélöð
- Grét
- Gréta
- Gríma
- Grímey
- Grímheiður
- Grímhildur
- Gróa
- Guðbjörg
- Guðbjört
- Guðborg
- Guðdís
- Guðfinna
- Guðfríður
- Guðjóna
- Guðlaug
- Guðleif
- Guðlín
- Guðmey
- Guðmunda
- Guðmundína
- Guðný
- Guðríður
- Guðrún
- Guðsteina
- Guðveig
- Gullbrá
- Gullveig
- Gunnbjörg
- Gunnbjört
- Gunnborg
- Gunndís
- Gunndóra
- Gunnella
- Gunnfinna
- Gunnfríður
- Gunnheiður
- Gunnhildur
- Gunnjóna
- Gunnlaug
- Gunnleif
- Gunnlöð
- Gunnrún
- Gunnur
- Gunnveig
- Gunnvör
- Gunný
- Gunnþóra
- Gunnþórunn
- Gurrý
- Gyða
- Gyðja
- Gyðríður
- Gytta
- Gæflaug

### H
- Hadda
- Haddý
- Hafbjörg
- Hafborg
- Hafdís
- Hafey
- Hafliða
- Haflína
- Hafný
- Hafrós
- Hafrún
- Hafsteina
- Hafþóra
- Halla
- Hallbera
- Hallbjörg
- Hallborg
- Halldís
- Halldóra
- Halley
- Hallfríður
- Hallgerður
- Hallgunnur
- Hallkatla
- Hallný
- Hallrún
- Hallveig
- Hallvör
- Hanna
- Hansa
- Hansína
- Harpa
- Hauður
- Hákonía
- Heba
- Hedda
- Heiða
- Heiðbjörg
- Heiðbjörk
- Heiðbjört
- Heiðbrá
- Heiðdís
- Heiðlaug
- Heiðlóa
- Heiðný
- Heiðrós
- Heiðrún
- Heiður
- Heiðveig
- Hekla
- Helen
- Helena
- Helga
- Hella
- Helma
- Hendrikka
- Henný
- Henrietta
- Henríetta
- Hera
- Herbjörg
- Herbjört
- Herborg
- Herdís
- Herfríður
- Hergerður
- Herlaug
- Hermína
- Hersilía
- Herta
- Hertha
- Hervör
- Herþrúður
- Hilda
- Hildegard
- Hildibjörg
- Hildigerður
- Hildigunnur
- Hildiríður
- Hildisif
- Hildur
- Hilma
- Himinbjörg
- Hind
- Hinrika
- Hjalta
- Hjaltey
- Hjálmdís
- Hjálmey
- Hjálmfríður
- Hjálmgerður
- Hjálmrós
- Hjálmrún
- Hjálmveig
- Hjördís
- Hjörfríður
- Hjörleif
- Hjörný
- Hlaðgerður
- Hlédís
- Hlíf
- Hlín
- Hlökk
- Hólmbjörg
- Hólmdís
- Hólmfríður
- Hrafnborg
- Hrafndís
- Hrafney
- Hrafngerður
- Hrafnheiður
- Hrafnhildur
- Hrafnkatla
- Hrafnlaug
- Hrafntinna
- Hraundís
- Hrefna
- Hreindís
- Hróðný
- Hrólfdís
- Hrund
- Hrönn
- Hugbjörg
- Hugborg
- Hugdís
- Hugljúf
- Hugrún
- Huld
- Hulda
- Huldís
- Huldrún
- Húnbjörg
- Húndís
- Húngerður
- Hvönn
- Hödd
- Högna
- Hörn

### I
- Ida
- Iða
- Iðunn
- Ilmur
- Ina
- Inda
- India
- Indiana
- Indía
- Indíana
- Indíra
- Indra
- Inga
- Ingdís
- Ingeborg
- Inger
- Ingey
- Ingheiður
- Inghildur
- Ingibjörg
- Ingibjört
- Ingiborg
- Ingifinna
- Ingifríður
- Ingigerður
- Ingilaug
- Ingileif
- Ingilín
- Ingimaría
- Ingimunda
- Ingiríður
- Ingirós
- Ingisól
- Ingiveig
- Ingrid
- Ingrún
- Ingunn
- Ingveldur
- Inna
- Irena
- Irene
- Irja
- Irma
- Irmý
- Irpa
- Isabella

### Í
- Ída
- Íma
- Ína
- Ír
- Íren
- Írena
- Íris
- Írunn
- Ísabel
- Ísabella
- Ísadóra
- Ísafold
- Ísalind
- Ísbjörg
- Ísdís
- Ísey
- Ísfold
- Ísgerður
- Íshildur
- Ísis
- Íslaug
- Ísleif
- Ísmey
- Ísold
- Ísól
- Ísrún
- Ísveig
- Íunn
- Íva
- Ívana

### J
- Jakobína
- Jana
- Janetta
- Jara
- Jarún
- Jarþrúður
- Jasmín
- Járnbrá
- Járngerður
- Jenna
- Jenný
- Jensína
- Jessý
- Jóa
- Jóanna
- Jódís
- Jófríður
- Jóhanna
- Jóna
- Jónanna
- Jónasína
- Jónbjörg
- Jónbjört
- Jóndís
- Jóndóra
- Jóney
- Jónfríður
- Jóngerð
- Jónheiður
- Jónhildur
- Jóninna
- Jónída
- Jónína
- Jónný
- Jóný
- Jóra
- Jóríður
- Jórlaug
- Jórunn
- Jósefína
- Judith
- Júdit
- Júlía
- Júlíana
- Júlíanna
- Júnía
- Júníana
- Jökla
- Jökulrós
- Jörgína

### K
- Kaðlín
- Kaja
- Kalla
- Kamilla
- Kamí
- Kamma
- Kapitola
- Kapítóla
- Kara
- Karen (en)
- Karin
- Karitas
- Karín
- Karína
- Karítas
- Karla (en)
- Karlína
- Karlotta
- Karolína
- Karó
- Karólín
- Karólína
- Kata
- Katarína
- Kathinka
- Katinka
- Katla
- Katrín
- Kára
- Kendra
- Ketilbjörg
- Ketilfríður
- Ketilríður
- Kiddý
- Kirsten (de)
- Kirstín
- Kjalvör
- Klara
- Kládía
- Klementína
- Kleópatra
- Kolbjörg
- Kolbrá
- Kolbrún
- Koldís
- Kolfinna
- Kolfreyja
- Kolgríma
- Kolka
- Konkordía
- Konný
- Kormlöð
- Kornelía
- Krista
- Kristbjörg
- Kristborg
- Kristel
- Kristensa
- Kristey
- Kristfríður
- Kristgerður
- Kristine
- Kristíana
- Kristíanna
- Kristín
- Kristína
- Kristjana
- Kristjóna
- Kristlaug
- Kristlind
- Kristlín
- Kristný
- Kristrós
- Kristrún
- Kristveig
- Kristvina
- Kristþóra
- Kría

### L
- Laila
- Laíla
- Lana
- Lara
- Laufey
- Laufheiður
- Laufhildur
- Lauga
- Laugey
- Laugheiður
- Lára
- Lárensína
- Láretta
- Lárey
- Lea
- Leikný
- Lena
- Leonóra
- Leónóra
- Lilja
- Liljá
- Lill
- Lillian
- Lillý
- Lily
- Lilý
- Lind
- Linda (en)
- Listalín
- Liv
- Líf
- Lífdís
- Lín
- Lína
- Línbjörg
- Líndís
- Líneik
- Líney
- Línhildur
- Lísa
- Lísabet
- Lísandra
- Lísbet
- Lív
- Ljósbjörg
- Ljósbrá
- Ljótunn
- Lofn
- Loftveig
- Logey
- Lotta
- Louisa
- Lousie
- Lovísa
- Lóa
- Lóreley
- Lukka
- Lúcía
- Lúðvíka
- Lúísa
- Lúsinda
- Lúsía
- Lúvísa
- Lydia
- Lydía
- Lyngheiður
- Lýdía
- Læla

### M
- Maddý
- Magda
- Magdalena
- Magðalena
- Magga
- Maggey
- Maggý
- Magna
- Magndís
- Magnea
- Magnes
- Magney
- Magnfríður
- Magnheiður
- Magnhildur
- Magnúsína
- Magný
- Magnþóra
- Maídís
- Maj
- Maja
- Malen
- Malena
- Malín
- Malla
- Manda
- Mardís
- Marel
- Marela
- Maren
- Marey
- Marfríður
- Margit
- Margot
- Margret
- Margrét
- Margrjet
- Margunnur
- Marheiður
- Marie
- Marinella
- Marí
- María
- Maríam
- Marían
- Maríana
- Maríanna
- Maríkó
- Marín
- Marína
- Marínella
- Marísa
- Marít
- Maríuerla
- Marjaselja (en)
- Markrún
- Marlaug
- Marlena
- Marlín
- Marlís
- Marólína
- Marsa
- Marselía
- Marselína
- Marsibil
- Marsilía
- Marsý
- Marta
- Martha
- Martína
- Mary
- Marý
- Mattea
- Matthea
- Matthildur
- Matthía
- Mattíana
- Mattína
- Mattý
- Mábil
- Málfríður
- Málhildur
- Málmfríður
- Mánadís
- Máney
- Meda
- Mekkin
- Mekkín
- Melinda
- Melkorka
- Melrós
- Messíana
- Metta
- Mey
- Mikaela
- Mikaelína
- Milda
- Mildríður
- Milla
- Minna
- Minney
- Minný
- Miriam
- Mirja
- Mirjam
- Mirra
- Mist
- Mía
- Mínerva
- Míra
- Míranda
- Mítra
- Mjaðveig
- Mjalldís
- Mjallhvít
- Mjöll
- Mona
- Monika
- Móeiður
- Móey
- Móheiður
- Móna
- Mónika
- Móníka
- Munda
- Mundheiður
- Mundhildur
- Myrra
- Mýra
- Mörk

### N
- Nadia
- Nadía
- Nadja
- Nana
- Nanna
- Nanný
- Nansý
- Naomí
- Naómí
- Natalie
- Natalía
- Náttsól
- Nella
- Nellý
- Nicole
- Niðbjörg
- Nikólína
- Ninja
- Ninna
- Nína
- Njála
- Njóla
- Norma
- Nóra
- Nótt
- Nýbjörg

### O
- Odda
- Oddbjörg
- Oddfreyja
- Oddfríður
- Oddgerður
- Oddhildur
- Oddlaug
- Oddleif
- Oddný
- Oddrún
- Oddveig
- Oddvör
- Oktavía
- Októvía
- Olga
- Ormheiður
- Ormhildur
- Otkatla
- Otta

### Ó
- Óda
- Óla
- Ólafía
- Ólafína
- Ólavía
- Ólína
- Ólöf
- Ósa
- Ósk

### P
- Pamela
- París
- Pála
- Páldís
- Páley
- Pálfríður
- Pálhanna
- Pálheiður
- Pálhildur
- Pálín
- Pálína
- Pálmey
- Pálmfríður
- Pálrún
- Perla
- Peta
- Petra
- Petrea
- Petrína
- Petronella
- Petrónella
- Petrós
- Petrún
- Petrúnella
- Pétrína
- Pétrún
- Polly
- Pollý

### R
- Rafney
- Rafnhildur
- Ragna
- Ragnbjörg
- Ragney
- Ragnfríður
- Ragnheiður
- Ragnhildur
- Rakel
- Randalín
- Randíður
- Rannveig
- Ráðhildur
- Rán
- Rebekka
- Reginbjörg
- Regína
- Renata
- Reyndís
- Reynheiður
- Reynhildur
- Rikka
- Rita
- Ríkey
- Rín
- Ríta
- Ronja
- Róberta
- Rós
- Rósa
- Rósalind
- Rósanna
- Rósbjörg
- Rósborg
- Róselía
- Rósey
- Rósfríður
- Róshildur
- Rósinkara
- Róslaug
- Róslind
- Róslinda
- Róslín
- Rósmary
- Rósmarý
- Rósmunda
- Rósný
- Runný
- Rut
- Ruth
- Rún
- Rúna
- Rúndís
- Rúnhildur
- Rúrí
- Röfn
- Rögn
- Röskva

### S
- Sabína
- Sabrína
- Saga
- Salbjörg
- Saldís
- Salgerður
- Salín
- Salína
- Salka
- Salma
- Salný
- Salome
- Salóme
- Salvör
- Sandra (de)
- Sanna
- Sara
- Sarína
- Selja
- Selka
- Selma
- Senía
- Septíma
- Sera
- Seselía
- Sesilía
- Sesselía
- Sesselja
- Sif
- Sigdís
- Sigdóra
- Sigfríð
- Sigfríður
- Sigga
- Siggerður
- Sigmunda
- Signa
- Signhildur
- Signý
- Sigríður
- Sigrún
- Sigurást
- Sigurásta
- Sigurbára
- Sigurbirna
- Sigurbjörg
- Sigurbjört
- Sigurborg
- Sigurdís
- Sigurdóra
- Sigurdríf
- Sigurdrífa
- Sigurða
- Sigurey
- Sigurfinna
- Sigurfljóð
- Sigurgeira
- Sigurhanna
- Sigurhelga
- Sigurhildur
- Sigurjóna
- Sigurlaug
- Sigurleif
- Sigurlilja
- Sigurlinn
- Sigurlín
- Sigurlína
- Sigurmunda
- Sigurnanna
- Sigurósk
- Sigurrós
- Sigursteina
- Sigurunn
- Sigurveig
- Sigurvina
- Sigurþóra
- Sigyn
- Sigþóra
- Sigþrúður
- Silfa
- Silfá
- Silfrún
- Silja
- Silka
- Silla
- Silva
- Silvana
- Silvía
- Sirrý
- Sía
- Símonía
- Sísí
- Síta
- Sjöfn
- Skarpheiður
- Skuld
- Skúla
- Skúlína
- Snjáfríður
- Snjófríður
- Snjólaug
- Snorra
- Snót
- Snæbjörg
- Snæbjört
- Snæborg
- Snæbrá
- Snædís
- Snæfríður
- Snælaug
- Snærós
- Snærún
- Soffía
- Sofía
- Solveig
- Sonja
- Sonný
- Sól
- Sóla
- Sólbjörg
- Sólbjört
- Sólborg
- Sólbrá
- Sólbrún
- Sóldís
- Sóldögg
- Sóley
- Sólfríður
- Sólgerður
- Sólhildur
- Sólkatla
- Sóllilja
- Sólný
- Sólrún
- Sólveig
- Sólvör
- Stefanía
- Stefánný
- Steina
- Steinbjörg
- Steinborg
- Steindís
- Steindóra
- Steiney
- Steinfríður
- Steingerður
- Steinhildur
- Steinlaug
- Steinrós
- Steinrún
- Steinunn
- Steinvör
- Steinþóra
- Stella
- Stígheiður
- Stígrún
- Stína
- Stjarna
- Styrgerður
- Sumarlína
- Sumarrós
- Sunna
- Sunnefa
- Sunneva
- Sunniva
- Sunníva
- Susan
- Súsanna
- Svafa
- Svala
- Svalrún
- Svana
- Svanbjörg
- Svanbjört
- Svanborg
- Svandís
- Svanfríður
- Svanheiður
- Svanhildur
- Svanhvít
- Svanlaug
- Svanrós
- Svanþrúður
- Svava
- Sveina
- Sveinbjörg
- Sveinborg
- Sveindís
- Sveiney
- Sveinfríður
- Sveingerður
- Sveinhildur
- Sveinlaug
- Sveinrós
- Sveinrún
- Sveinsína
- Sveinveig
- Sylgja
- Sylvía
- Sæbjörg
- Sæbjört
- Sæborg
- Sædís
- Sæfinna
- Sæfríður
- Sæhildur
- Sælaug
- Sæmunda
- Sæný
- Særós
- Særún
- Sæsól
- Sæunn
- Sævör
- Sölva
- Sölvey
- Sölvína

### T
- Tala
- Talía
- Tamar
- Tamara
- Tanía
- Tanja
- Tanya
- Tara
- Tea
- Teitný
- Tekla
- Telma
- Tera
- Teresa
- Teresía
- Thea
- Thelma
- Theodóra
- Theódóra
- Theresa
- Tindra
- Tinna
- Tirsa
- Tíbrá
- Tína
- Todda
- Torbjörg
- Torfey
- Torfheiður
- Torfhildur
- Tóka
- Tóta
- Tryggva
- Tryggvína
- Týra

### U
- Ugla
- Una
- Undína
- Unna
- Unnbjörg
- Unndís
- Unnur
- Urður

### Ú
- Úa
- Úlfa
- Úlfdís
- Úlfheiður
- Úlfhildur
- Úlfrún
- Úlla
- Úndína
- Úranía
- Úrsúla

### V
- Vagna
- Vagnbjörg
- Vaka
- Vala
- Valbjörg
- Valbjörk
- Valbjört
- Valborg
- Valdheiður
- Valdís
- Valentína
- Valería
- Valey
- Valfríður
- Valgerður
- Valhildur
- Valka
- Vallý
- Valný
- Valrós
- Valrún
- Valva
- Valý
- Valþrúður
- Vanda
- Vasilia
- Veiga
- Venus
- Vera
- Veronika
- Verónika
- Veróníka
- Vébjörg
- Védís
- Végerður
- Vélaug
- Véný
- Victoría
- Viðja
- Vigdís
- Viktoría
- Vilborg
- Vildís
- Vilfríður
- Vilgerður
- Vilhelmína
- Villa
- Vilma
- Vilný
- Vinbjörg
- Vinný
- Virginía
- Víbekka
- Víf
- Vígdögg
- Víggunnur
- Víóletta
- Vísa
- Von
- Vordís

### Y
- Ylfa
- Ylfur
- Ylja
- Ylva
- Ynja
- Yrja
- Yrsa

### Ý
- Ýr
- Ýrr

### Þ
- Þeba
- Þeódóra
- Þjóðbjörg
- Þjóðhildur
- Þoka
- Þorbjörg
- Þorfinna
- Þorgerður
- Þorgríma
- Þorkatla
- Þorlaug
- Þorleif
- Þorsteina
- Þorstína
- Þóra
- Þóranna
- Þórarna
- Þórbjörg
- Þórdís
- Þórelfa
- Þórelfur
- Þórey
- Þórfríður
- Þórgunna
- Þórgunnur
- Þórhalla
- Þórhanna
- Þórheiður
- Þórhildur
- Þórkatla
- Þórlaug
- Þórleif
- Þórný
- Þórodda
- Þórsteina
- Þórstína
- Þórunn
- Þórveig
- Þórvör
- Þrá
- Þrúður
- Þula
- Þura
- Þurí
- Þuríður
- Þurý
- Þúfa
- Þyri
- Þyrí
- Þöll

### Æ
- Æsa
- Æsgerður

### Ö
- Ögmunda
- Ögn
- Ölrún
- Ölveig
- Örbrún
- Örk
- Ösp

### Sujets proches
- Nom islandais
- Liste des prénoms islandais masculins